# Sigillo
Sigillo ist eine italienische Gemeinde mit 2308 Einwohnern (Stand 31. Dezember 2023) in der Provinz Perugia in der Region Umbrien.

## Geografie

Die Lage von Sigillo in der Provinz Perugia

Die Gemeinde erstreckt sich über rund 26 km². Sie liegt etwa 38 km nordöstlich von Perugia an der Grenze zur Region Marken in der klimatischen Einordnung italienischer Gemeinden in der Zone E, 2 287 GR/G. Der Ort liegt nahe dem Monte Cucco (1566 Meter über dem Meeresspiegel) an der historischen Via Flaminia sowie der heutigen Strada Statale 3 Via Flaminia und ist Teil der Comunità montana dell’Alto Chiascio.
Zu den Ortsteilen (Frazioni) gehören Fontemaggio, Val di Ranco und Scirca (auch Villa Scirca genannt, 505 m s.l.m., ca. 100 Einwohner, liegt am gleichnamigen Fluss).
Die Nachbargemeinden sind Costacciaro, Fabriano (AN), Fossato di Vico und Gubbio.

## Geschichte
Der Ort wurde von den Römern Suillium genannt. Er war Municipium im Regio VI Umbria (6. Region Umbrien) der Regioni dell’Italia augustea. Während der Gotenkriege wurde der Ort von Totila fast vollständig zerstört und danach von den Langobarden wieder aufgebaut. In der Mitte des 6. Jahrhunderts wurde Sigillo Teil des Byzantinischen Reiches, nach deren Niederlage gelangte der Ort 751 unter die Herrschaft der Grafen aus Spoleto. Ab 996 gehörte der Ort zum Lehnswesen von Otto III., der den Ort an die Grafen Conti Vico di Fossato di Vico aus Fossato di Vico zur Verwaltung gab. Im 13. Jahrhundert stand der Ort unter dem Einfluss von Gualdo Tadino, Gubbio und Perugia, wobei sich Perugia 1274 durchsetzte, den Ort führte und die Festung errichtete. Nach dem Frieden von Bologna 1370 unterstand der Ort dem Kirchenstaat, kehrte aber bald unter die Herrschaft von Perugia zurück, wo die Gemeinde bis ins 18. Jahrhundert verblieb und am Anfang des 15. Jahrhunderts an dessen Seite gegen Braccio da Montone antrat. Von 1809 bis 1814, der Zeit unter Napoleon Bonaparte, gehörte es zum Département Trasimène und kam danach 1816 wieder zum Kirchenstaat, bei dem es bis zum 16. September 1860 verblieb und danach im Zuge des Risorgimento zu Italien stieß.

## Sehenswürdigkeiten

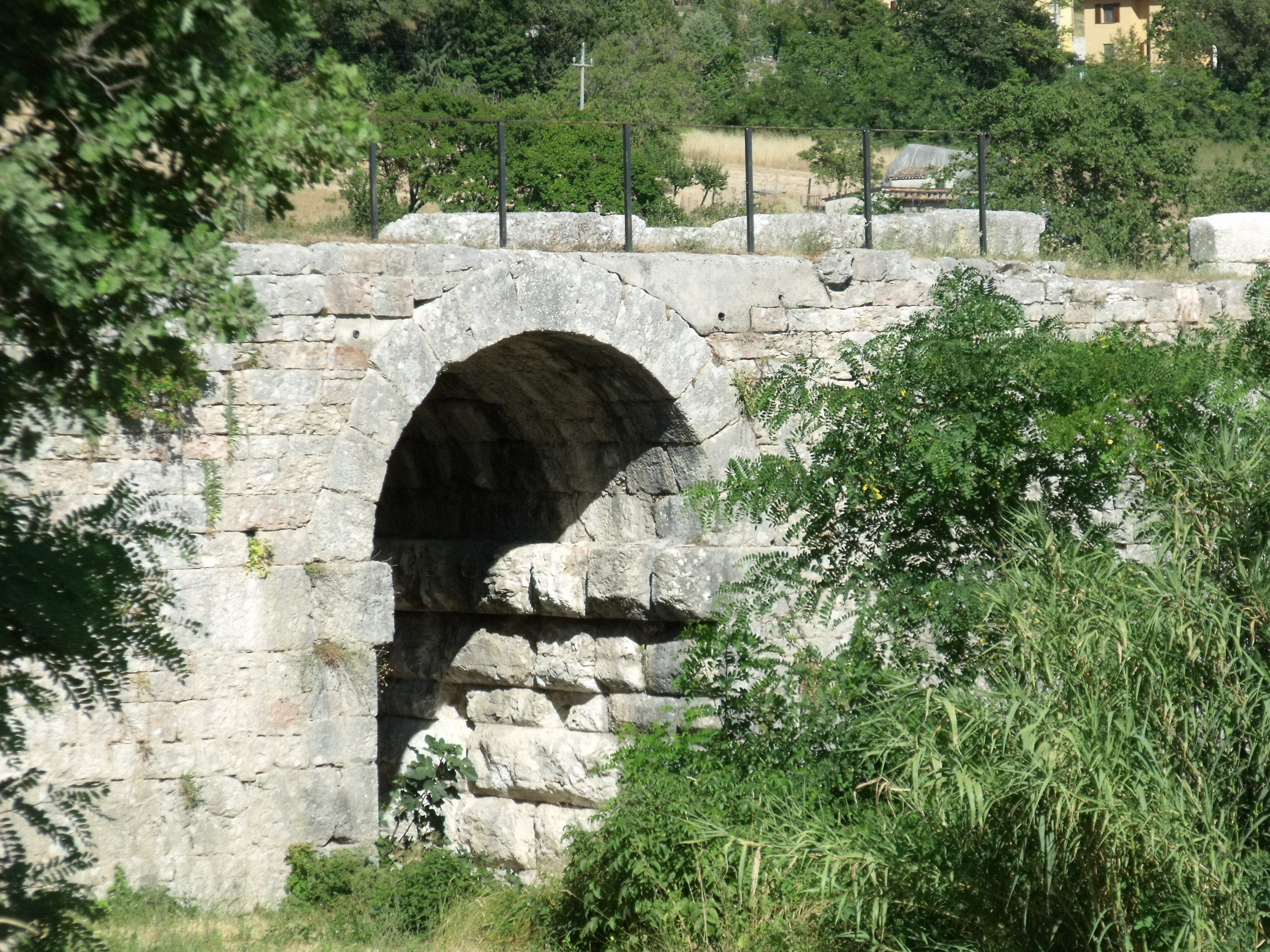
Die römische Brücke Ponte Spiano

- Chiesa Parrocchiale di Sant’Andrea Apostolo, Kirche im Ortszentrum.
- Chiesa di Sant’Agostino, Kirche im Ortszentrum, entstand von 1788 bis 1791 über der älteren Kirche Chiesa di Santa Caterina, von der noch die Krypta existiert. Enthält das Leinwandgemälde Annunciazione dell’Insigne des hier geborenen Künstlers Ippolito Borghesi, der das Werk 1616 erschuf.
- Palazzo Comunale, Rathaus im Ortszentrum (12. Jahrhundert).[4]
- Chiesa di Sant’Anna, auch Oratorio di Sant’Anna oder Chiesa del Cimitero (Friedhofskirche) genannt. Entstand in der Mitte des 15. Jahrhunderts kurz außerhalb des Ortskerns und enthält Fresken von Matteo da Gualdo. Die Fassade stammt von 1507. Der anliegende Friedhof entstand im 20. Jahrhundert.[5]
- Chiesa della Madonnella del Prato, von 1694 bis 1704 entstandene Kirche[6] kurz außerhalb des Ortskerns.
- Chiesa della Madonnella del Ponte Spiano, kleine Kirche nahe der Ponte Spiano.
- Ponte Romano (meist Ponte Spiano genannt), 32 Meter lange und 3,2 Meter breite römische Brücke über den Fluss Fonturci, liegt 2 km nördlich der Stadt an der Via Flaminia nahe dem Ortsteil Scirca. Die Brücke entstand im 1. Jahrhundert[7].
- Chiesa di Santa Maria Assunta (auch Santuario della Madonna Assunta in Cielo und Santa Maria di Montecupo genannt), Kirche im Ortsteil Villa Scirca. Die Kirche wurde erstmals im 13. Jahrhundert erwähnt und gehörte zur Abtei Santa Maria di Sitria bei Isola Fossara (Ortsteil von Scheggia e Pascelupo), der Campanile wird auf das Jahr 1250 datiert. Enthält Fresken von Matteo da Gualdo (unter anderen: Madonna del Gonfalone, Sant’Anna, Madonna in trono con Gesù Bambino).[8]
- Ponte Etrusco (auch Ponte dei Pietroni genannt), römische Brücke und heutige Ruine, liegt 2,5 km nördlich der Stadt im Ortsteil Villa Scirca an der Via Flaminia und entstand im 3. Jahrhundert. Die Brücke war 34 Meter lang und hatte eine Höhe von 9,5 Meter. Der Name entstammt der früheren Auffassung, dass die Brücke in der Zeit der Etrusker entstand. Der heute zu sehende Zustand entstand am 13. Juli 1944, als deutsche Truppen die Brücke sprengten.[9]